# إيميرالد فينيل
إيميرالد فينيل (بالإنجليزية: Emerald Fennell)‏ هي ممثلة بريطانية، ولدت في 1 أكتوبر 1985 بلندن في المملكة المتحدة.

## أعمال

### أفلام
- (2011) ألبرت نوببس[6]
- (2012) آنا كارينينا[7][8]
- (2015) الفتاة الدانماركية[9]
- (2015) بان[10][11][12][13]

## وصلات خارجية
- إيميرالد فينيل على موقع IMDb (الإنجليزية)
- إيميرالد فينيل على موقع مونزينجر (الألمانية)
- إيميرالد فينيل على موقع ألو سيني (الفرنسية)
- إيميرالد فينيل على موقع ميوزك برينز (الإنجليزية)
- إيميرالد فينيل على موقع أول موفي (الإنجليزية)
- إيميرالد فينيل على موقع قاعدة بيانات الأفلام السويدية (السويدية)
- إيميرالد فينيل على موقع قاعدة بيانات الفيلم (الإنجليزية)
- إيميرالد فينيل على موقع كينوبويسك (الروسية)